# Patti (Indien)
Patti ist eine Stadt im indischen Bundesstaat Punjab.
Die Stadt ist Teil des Distrikts Sri Muktsar Sahib. Patti hat den Status eines Municipal Council. Die Stadt ist in 15 Wards gegliedert.

## Demografie
Die Einwohnerzahl der Stadt liegt laut der Volkszählung von 2011 bei 40.976. Patti hat ein Geschlechterverhältnis von 891 Frauen pro 1000 Männer und damit einen für Indien üblichen Männerüberschuss. Die Alphabetisierungsrate lag bei 77,8 % im Jahr 2011. Knapp 74 % der Bevölkerung sind Sikhs, ca. 24 % sind Hindus, ca. 1 % sind Jainas und ca. 1 % gehören einer anderen oder keiner Religion an. 11,2 % der Bevölkerung sind Kinder unter 6 Jahren.